# Reteporella smitti
Reteporella smitti is een mosdiertjessoort uit de familie van de Phidoloporidae. De wetenschappelijke naam van de soort is voor het eerst geldig gepubliceerd in 1955 door Gautier.